# Estación de Buchrain
La estación de Buchrain es una estación ferroviaria de la comunas suiza de  Buchrain, en el Cantón de Lucerna.

## Historia y situación
La estación de Buchrain fue inaugurada en el año 1864 con la puesta en servicio de la línea Zug - Lucerna por el Zürich-Zug-Luzern-Bahn. En 1902 la compañía pasaría a ser absorbida por SBB-CFF-FFS.
Se encuentra ubicada en el borde sureste del núcleo urbano de Buchrain. Cuenta con dos andenes laterales a los que acceden dos vías pasantes. Además, hay que añadir la existencia de una tercera vía pasante que llega desde Root D4 hasta Ebikon de la que salen varias derivaciones a industrias.
En términos ferroviarios, la estación se sitúa en la línea (Zúrich -) Zug - Lucerna. Sus dependencias ferroviarias colaterales son la estación de Root D4 hacia Zug y la estación de Ebikon en dirección Lucerna.

## Servicios ferroviarios
Los servicios ferroviarios de esta estación están prestados por SBB-CFF-FFS.

### S-Bahn Lucerna/Stadtbahn Zug
Por la estación pasa una línea de las redes de trenes de cercanías S-Bahn Lucerna y Stadtbahn Zug que conforman una gran red de trenes de cercanías en el centro de Suiza.
- S 1 Baar - Zug - Cham - Rotkreuz - Lucerna.

1. En días laborables frecuencias de 30 minutos entre Baar y Lucerna. En festivos trenes cada 60 minutos entre Baar y Lucerna.